# روماتزم متناوب
يتكون الروماتزم المتناوب من نوبات مفاجئة من التهاب المفاصل تنشأ بشكل سريع. هناك ألم حاد واحمرار وتورم وإعاقة في مفصل (عادة) أو عدة مفاصل تتنوع المسافة البينية ومدة النوبات بشكل كبير جدا. لايحدث تلف في المفاصل بعد النوبات.

## التشخيص
قد يكون التشخيص صعبا أو يستغرق وقتا بسبب أعراض الروماتزم المتناوب وطبيعة النوبات. قد تكون الأعراض مشابهة لصور أخرى متعددة من التهاب المفاصل أو أمراض المناعة الذاتية الأخرى. وهي عادة حالة يتم فيها اقصاء باقي الحالات قبل التوصل إلى التشخيص الصحيح بسبب عدم وجود اختبار محدد لتشخيص الروماتزم المتناوب.
لايستطيع أي اختبار تأكيد التشخيص. قد يقوم الطبيب بالتشخيص اعتمادا على التاريخ المرضي والعلامات والأعراض. يجب التفرقة بين الروماتزم المتناوب والتهاب المفاصل النقرسي الحاد والنوبات الحادة الغير نمطية من الداء الرثياني. وبدون اختبارات محددة (مثل تحليل سائل المفاصل) يصعب التفرقة بين الروماتزم المتناوب وباقي اختلالات المفاصل التي تحدث في نوبات. من المهم ذكر أن الشخص قد يتعرض لأكثر مناضطراب في المناعة الذاتية في نفس الوقت. عادة تكون النتائج المختبرية طبيعية. قد توضح اختبارات الدم ارتفاع في مستوى سرعة ترسب الدم والبروتين المتفاعل C ولايلاحظ غير ذلك. قد يكون عامل الروماتزم موجودا وخصوصا في المجموعة التي يُرجح أنها ستؤدي إلى حدوث الداء الرثياني.
عادة مايصاحب الحالة وجود أضداد البروتين الستيروليني في مصل الدم.

## التسمية
يشتق المرض اسمه من مصطلح التناوب بما يعني حدوث المرض وانتهائه بنفس الطريقة.

## الصورة المرضية
الروماتزم المتناوب هو صورة نادرة من الداء الرثياني والذي يسبب التهاب مفاجيء في مفصل أو عدة مفاصل وتستغرق فترة حدوثه من ساعات قليلة إلى أيام قليلة ثم ينحسر المرض تماما. يصيب المرض عادة مفصلين أو ثلاث مفاصل ويحدث في خلال ساعات ويستغرق أياما أو أسابيعا قبل أنحساره. مع حدوث نوبات في صورة ارتدادية لفترات خالية من الاعراض لمدة أسابيع إلى شهور. المفاصل الكبيرة هي الأكثر إصابة. تُصاب الأنسجة الرخوة أيضا مع تورم الأنسجة الحول – مفصلية خصوصا ألواح الكعب وألواح الأصابع. قد تتواجد عقيدات في الأنسجة التحت جلدية. بالنسبة للأعراض البنيوية، قد يكون المريض مصابا بحمى وقد يحدث تورم للمفاصل.

## الأسباب
الروماتزم المتناوب هو مرض غير معروف السبب. يُقترح أنه صورة ناقصة من الداء الرثياني حيث توجد الأجسام المضادة للبروتينات السيترولينية والأجسام المضادة للكيراتين بنسب عالية في المرضى كما في حالة الداء الرثياني. وعلى العكس من الداء الرثياني وبعد صور التهاب المفاصل، يؤثر الروماتزم المتناوب على الرجال والنساء بشكل متساوي.
يؤثر المرض بشكل محدد على الأشخاص بين أعمار 20 و 50. أظهرت بعض الدراسات متوسط عمر 49 عاما.

## وصلات خارجية
- The IPRS website Retrieved Sept. 5, 2006.